# チェルニフフ県

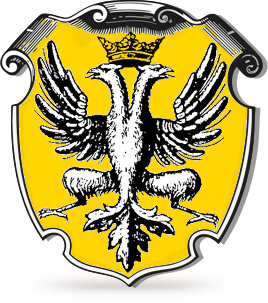
県章

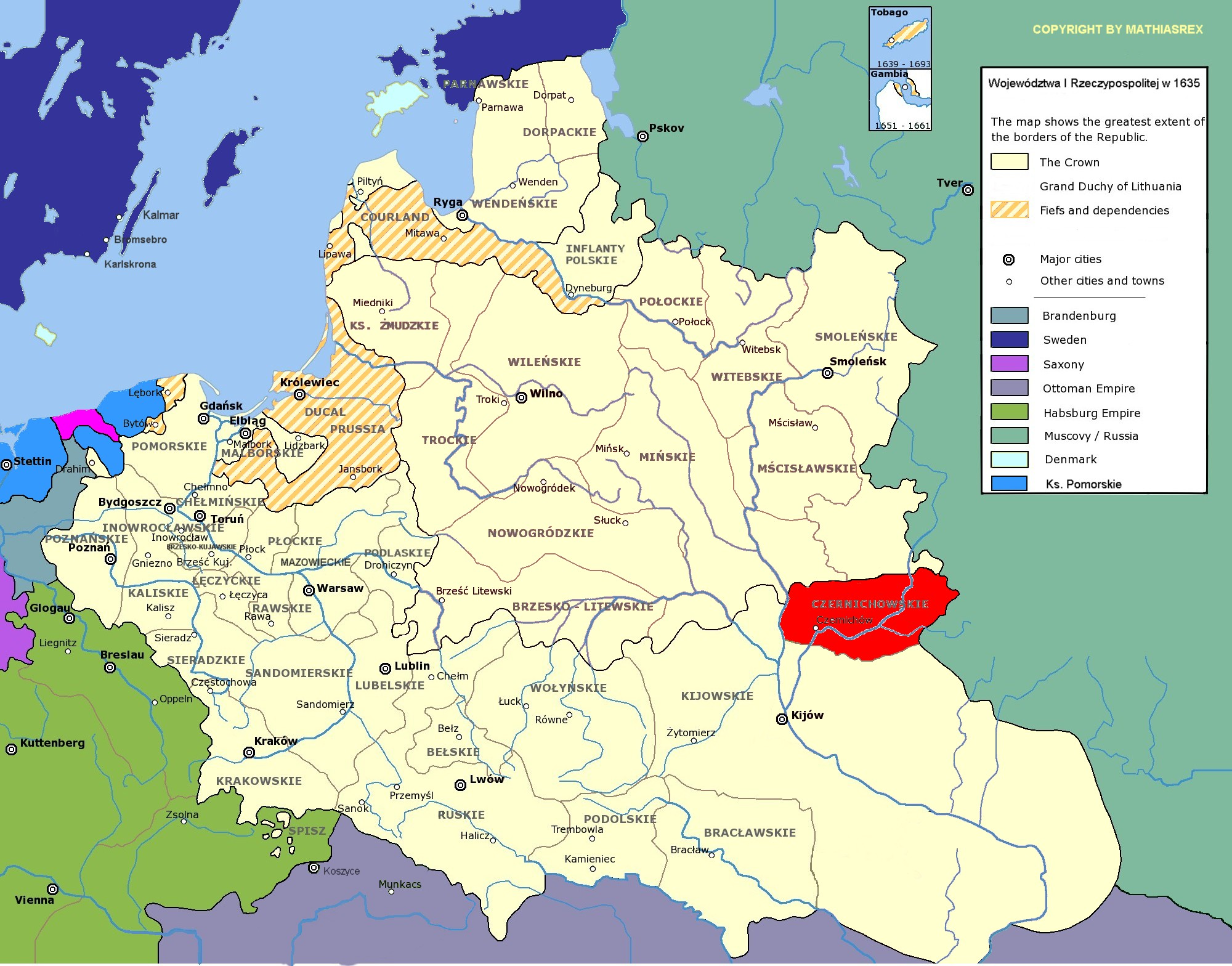
ポーランド・リトアニア共和国におけるチェルニフフ県の位置

チェルニフフ県（ポーランド語: Województwo czernihowskie）はポーランド・リトアニア共和国の県である。1635年から1667年にかけて存在し、県都はチェルニフフであった。
チェルニフフ県は、1618年のデウリノの和約によってロシア・ツァーリ国からポーランド・リトアニア共和国へ割譲された地域のうち、旧チェルニゴフ公国領とセヴェルシチナ地方に形成された県である。県議会（セイミク(ru)）はチェルニフフで開かれ、チェルニフフ郡、ノヴォグルド郡の2つの郡（ポヴィャト）が置かれた。
ズボロフ条約(ru)の後はヘーチマン国家の管轄下に置かれた。1667年のアンドルソヴォ条約により、チェルニフフ県域はロシア・ツァーリ国が庇護するヘーチマン国の領土であると承認された。ヘーチマン国は県域をチェルニーヒウ連隊(ru)へと改組し、チェルニフフ県は消滅した。